# Катхак

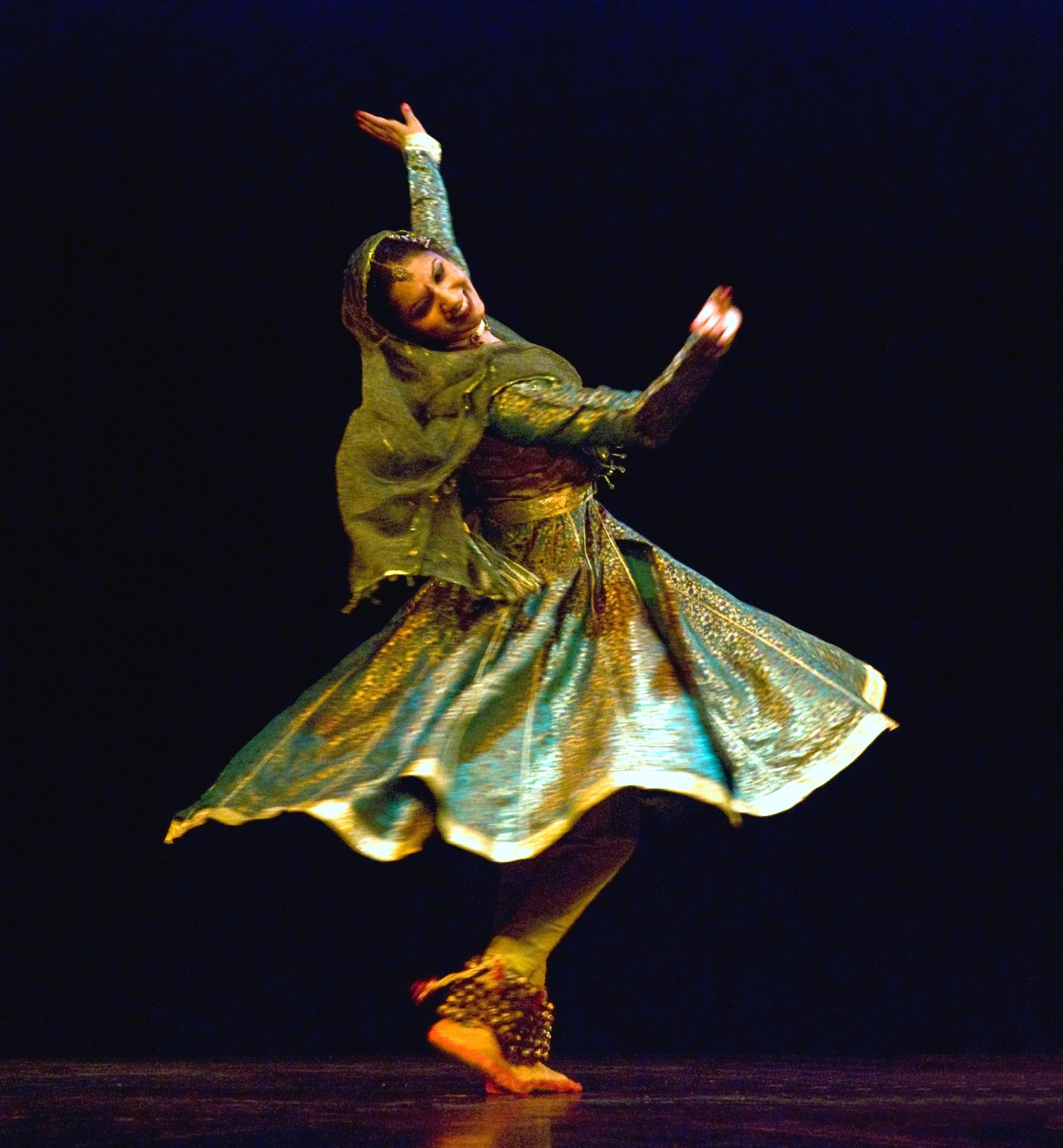
Танцовщица катхака Рича Джаин исполняет один из элементов катхака — чаккарвала тукра.

Катха́к — один из стилей индийского классического танца.
Танцевальная форма катхак зародилась в Северной Индии, в Уттар-Прадеш. Первыми её исполнителями были храмовые сказители, иллюстрировавшие мифологические эпизоды жестикуляцией и танцами. В эпоху Великих Моголов катхак, став придворным танцем, обогатился новыми элементами, в частности — сложными ритмами. В результате, катхак соединил в себе индуистские храмовые традиции и традиции мусульманского двора.
Катхак исполняются под классическую музыку хиндустани. Оркестр, как правило, состоит из таблы, пакхаваджа, саранги, ситара и сарода. Исполнители выступают как в индуистской, так и в мусульманской одежде. 
В сольном исполнении катхак включает в себя малые композиции нритта, каждая из которых исполняется на определённый ритм (тала). Ритм задаёт табла, которой вторит ритмическая дробь ступней исполнителя. Танцовщица движется не сгибая туловища, делая стремительные пируэты, которые являются визитной карточкой катхака. Композиция может быть короткой и исполняться в быстром темпе. Важнейшим элементом катхака является дробное притопывание, состоящее из сложнейших ритмических узоров, называемых таткара.